# New Mexico National Guard

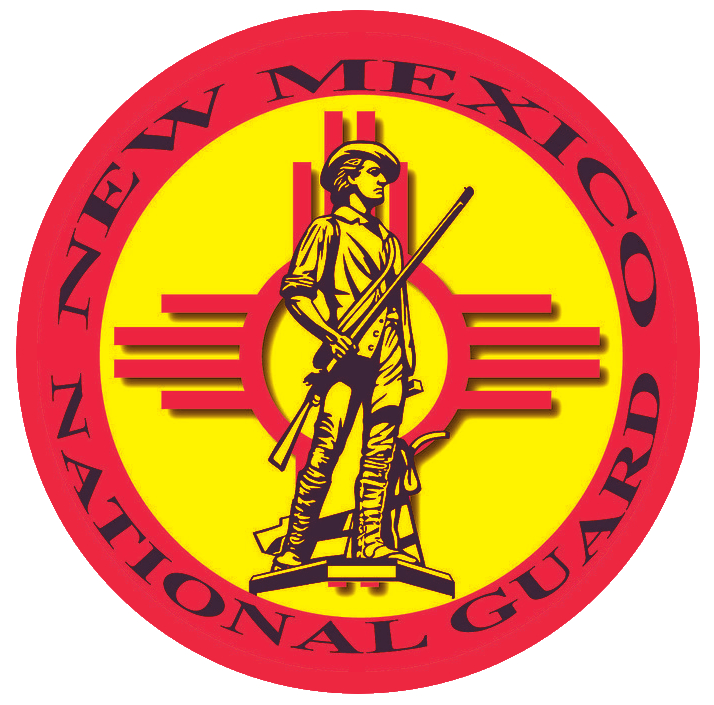
Logo

Die New Mexico National Guard (NMNG) des New Mexico Military Department des US-Bundesstaates New Mexico ist Teil der im Jahr 1903 aufgestellten Nationalgarde der Vereinigten Staaten (akronymisiert USNG) und somit auch Teil der zweiten Ebene der militärischen Reserve der Streitkräfte der Vereinigten Staaten.

## Organisation
Die Mitglieder der Nationalgarde sind freiwillig Dienst leistende Milizsoldaten, die dem Gouverneur von New Mexico (aktuell Gouverneurin Michelle Lujan Grisham) unterstehen. Bei Einsätzen auf Bundesebene ist der Präsident der Vereinigten Staaten Commander-in-Chief. Adjutant General of New Mexico ist Major General Kenneth A. Nava.
Die New Mexico National Guard führt ihre Wurzeln auf Milizverbände zurück, die durch den spanischen Eroberer Juan de Oñate im Jahr 1598 gebildet wurden. Dieses Milizsystem bestand unter den Spaniern sowie unter mexikanischer Herrschaft bis 1846, bis New Mexico von US-General Stephen W. Kearny besetzt wurde. Eine neue Territorialmiliz wurde 1851 unter US-Oberhoheit gebildet, die 1862 als New Mexico Volunteers eine wichtige Rolle im Sezessionskrieg spielten. 1898 hatten die Milizen großen Anteil an Roosevelts Rough Riders. Die Nationalgarden der Bundesstaaten sind seit 1903 bundesgesetzlich und institutionell eng mit der regulären Armee und Luftwaffe verbunden, so dass (unter bestimmten Umständen mit Einverständnis des Kongresses) die Bundesebene auf sie zurückgreifen kann. New Mexico unterhält aber auch eine aktive Staatsgarde, die New Mexico State Defense Force, die allein dem Bundesstaat verpflichtet ist.
Die New Mexico National Guard besteht aus den beiden Teilstreitkraftgattungen des Heeres und der Luftstreitkräfte, namentlich der Army National Guard und der Air National Guard. Die New Mexico Army National Guard hatte 2017 eine Stärke von 2839 Personen, die New Mexico Air National Guard eine von 971, was eine Personalstärke von gesamt 3810 ergibt.

## Wichtige Einheiten und Kommandos
- Joint Forces Headquarters in Santa Fe (New Mexico)

### Army National Guard
- 1st & 2nd Battalion, 200th Infantry Regiment

- 515th Regiment Regional Training Institute
- 93rd Troop Command
- 44th Army Band
- 111th Sustainment Brigade
- 717th Brigade Support Battalion

### Air National Guard
- 150th Special Operations Wing (ehemals 150th Fighter Wing) auf der Kirtland Air Force Base in Albuquerque

### Sonstiges
- New Mexico Military Museum[3] in Santa Fe